# مركز عمليات الطوارئ

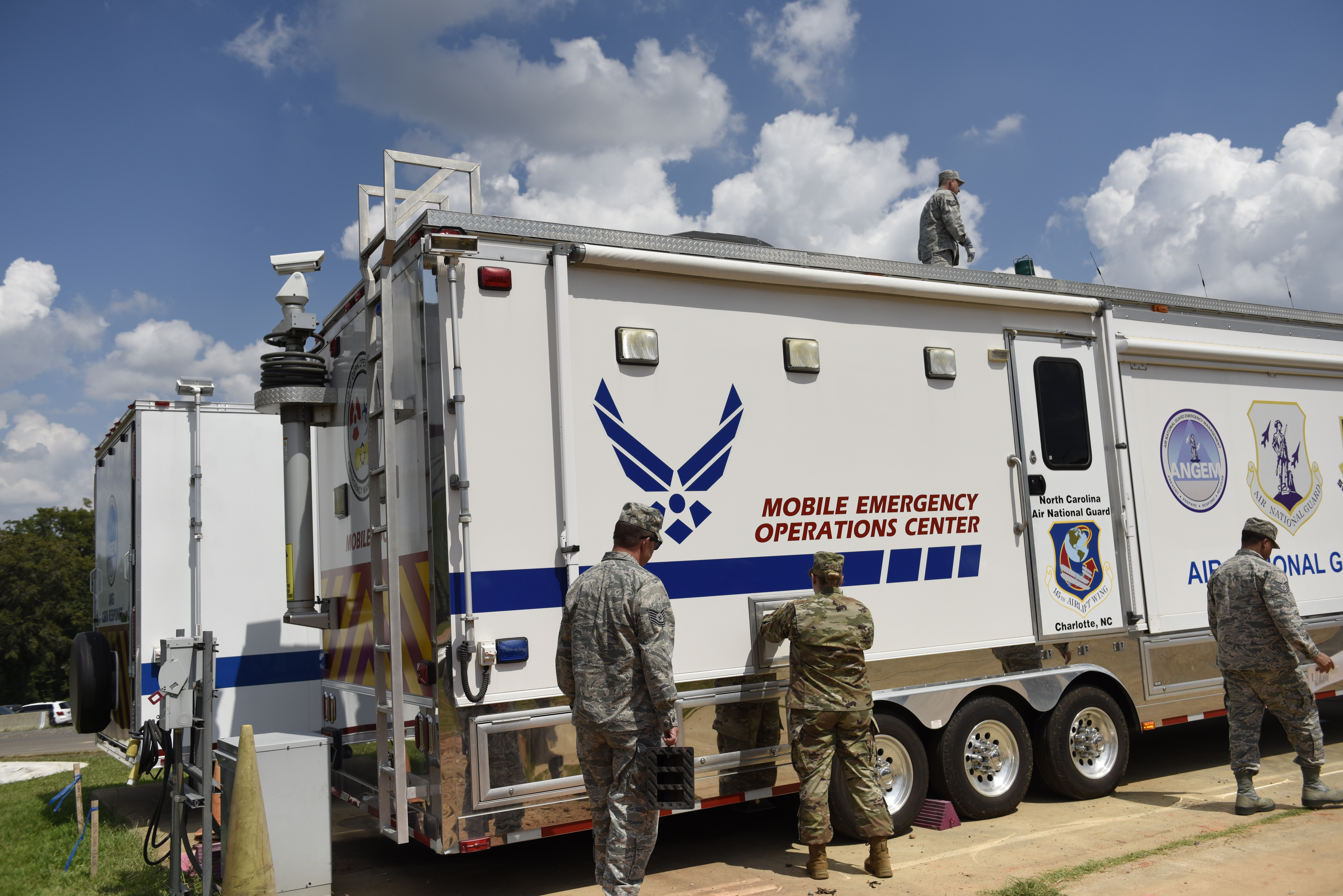

يعرف مركز عمليات الطوارئ أو EOC بأنه القيادة المركزية ومنشأة التحكم المسؤولة عن تنفيذ مبادئ التأهب للطوارئ وإدارة الطوارئ أو وظائف إدارة الكوارث على المستوى الإستراتيجي في حالة الطوارئ، وضمان استمرارية تشغيل الشركة أو الأقسام الفرعية السياسية أو أية منظمة أخرى.
ويعد مركز عمليات الطوارئ المسؤول عن النظرة الإستراتيجية أو «الصورة الكبيرة» للكارثة، وعادة لا يتحكم مباشرة في الأصول الميدانية، بل بدلاً من ذلك يتخذ القرارات التشغيلية ويترك القرارات التكتيكية للقيادات الأدنى. وتكمن الوظائف المشتركة لجميع مراكز عمليات الطوارئ' في جمع وتحليل البيانات، واتخاذ القرارات التي تحمي الأرواح والممتلكات، والحفاظ على استمرارية المنظمة، ضمن نطاق القوانين المعمول بها، وتبليغ تلك القرارات إلى جميع الوكالات والأفراد المعنيين. وفي معظم مواقع مركز عمليات الطوارئ'، يكون هناك فرد واحد مسؤول وهو مدير الطوارئ.

## الموقع
تم إنشاء هذه المراكز في الأصل بوصفها جزءًا من الدفاع المدني للولايات المتحدة، ويمكن العثور عليها في العديد من الدول، على جميع المستويات الحكومية، وكذلك في الشركات الكبيرة التي تتعامل مع معدات كبيرة أو أعداد كبيرة من الموظفين (مثل إدارة مكافحة الحرائق ومؤسسة الرعاية الصحية إلخ) في الشركات والأقسام الاختصاصية الأصغر، وربما يوجد مركز عمليات الطوارئ في مكان مشترك وبنفس الغرفة بوصفه مركز اتصالات طوارئ.

## التنظيم
يكمن العنصر الأول الأكثر أهمية في مركز عمليات الطوارئ في الأفراد الذين يعملون به ويديرونه. ومن ثم، يجب أن يكونوا مدربين تدريبًا ملائمًا، ولديهم السلطة المناسبة لاتخاذ الإجراءات اللازمة للتفاعل مع حالات الكوارث. ويجب كذلك أن يكونوا قادرين على التفكير خارج الصندوق، وخلق الكثير من السيناريوهات المحتملة للتفاعل في حالة ظهور أحداث طارئة جديدة «ماذا لو». وتكمن وظيفة مركز عمليات الطوارئ المحلي في حالة الطوارئ في دعم القائد الذي يتولى الحادثة.
ويتمثل العنصر الثاني الأكثر أهمية في مركز عمليات الطوارئ في نظام الاتصالات الخاص به. ويمكن أن يكون هذا الاتصال في شكل كلمة بسيطة تخرج من الفم أو يتطور إلى شبكات اتصالات متطورة ومشفرة، لكن يجب أن يوفر نظام الاتصالات مسارات زائدة للتأكد من أن كل المعلومات اللازمة للإلمام بالحالة والأوامر الإستراتيجية تستطيع أن تمر من المنشأة وإليها من دون انقطاع. واستمرارًا للاعتبارات التشغيلية، فإن المكونات الرئيسية لنظام الاتصالات لا توجد عادة في مركز عمليات الطوارئ. ويمتك عدد من منشآت مركز عمليات الطوارئ بتقنية راديو عبر بروتوكول الإنترنت (radio over IP) لتوفير مجموعة مترابطة من أجهزة الراديو المختلفة، فضلاً عن إمكانية التشغيل البيني مع مختلف تقنيات الاتصال الإذاعي، والتكامل مع أنظمة الهاتف.